# 三氯化硼
三氯化硼是一种无机化合物，化学式为BCl
3。它是一种有强烈臭味的气体，用于制各种硼化合物，也用作有机合成催化剂、硅酸盐分解时的助溶剂以及对钢铁进行硼化等。

## 備製
硼和鹵素反應產生硼的三卤化物。但在工業上，三氯化硼是以氧化硼與碳在500 ℃中直接氯化製得。
{\displaystyle {\ce {B2O3 + 3C + 3Cl2 -> 2BCl3 + 3CO}}}
实验室里可由三氟化硼和三氯化铝通过卤素交换反应制得三氯化硼。

## 反应
三氯化硼容易水解生成盐酸和硼酸：
{\displaystyle {\ce {BCl3 + 3H2O -> B(OH)3 + 3HCl}}}